# Van Thije Hannes

Van Thije Hannes is een oorspronkelijk uit Wesel afkomstig geslacht waarvan leden in 1830 gingen behoren tot de Nederlandse adel en dat in 1940 uitstierf.

## Geschiedenis
De stamreeks begint met Herman Hannes (†1644) die vanaf 1616 tot zijn overlijden schepen was van Wesel. Een nazaat, Johannes Wilhelm Hannes (1714-1800), vestigde zich in de Nederlanden, trouwde in 1737 met Johanna Benjamina van Thije (1714-1797) waarna hun zoon zich "Van Thije Hannes" ging noemen. Een zoon van de laatste werd bij Koninklijk Besluit van 3 maart 1830 verheven in de Nederlandse adel; met een kleindochter van hem stierf het geslacht in 1940 uit.

## Enkele telgen
Johannes Wilhelm Hannes, heer van Empel en Meerwijk (1714-1800), raad en schepen van Wesel; trouwde in 1737 met Johanna Benjamina van Thije (1714-1797)
- Mr. Johannes Abraham Hannes, zich noemende Van Thije Hannes (1743-1820), raad en schepen van Gorinchem, drossaard en dijkgraaf van Empel en Meerwijk
  - Jhr. Willem Hendrik van Thije Hannes, heer van Empel en Meerwijk (1774-1849), wethouder en adjunct-maire van 's-Hertogenbosch, lid Grote Vergadering van Notabelen, burgemeester en wethouder van 's-Hertogenbosch, lid ridderschap en provinciale staten van Noord-Brabant, hoogheemraad van Maasland
    - Jhr. mr. Hendrik Antoon van Thije Hannes (1804-1856), rechter
    - Jhr. Jan Frederik van Thije Hannes, heer van Empel en Meerwijk (1810-1873), generaal-majoor
      - Jkvr. Henriette Helena van Thije Hannes (1852-1940), laatste telg van het geslacht; trouwde in 1873 met jhr. Henri Engelen van Pijlsweert (1839-1883), ritmeester en lid van de familie Engelen